# Claudiu Tămăduianu
Claudiu Tămăduianu (Roșiorii de Vede, 2 de octubre de 1962) es un deportista rumano que compitió en lucha libre. Ganó dos medallas de plata en el Campeonato Europeo de Lucha, en los años 1986 y 1990.

## Palmarés internacional
| Campeonato Europeo | Campeonato Europeo | Campeonato Europeo | Campeonato Europeo |
| Año                | Lugar              | Medalla            | Categoría          |
| ------------------ | ------------------ | ------------------ | ------------------ |
| 1986               | El Pireo (Grecia)  | Medalla de plata   | 74 kg              |
| 1990               | Poznań (Polonia)   | Medalla de plata   | 74 kg              |